# Goskino
El Comité Estatal de Cinematografía de la URSS (en ruso: Государственный комитет по кинематографии СССР, transliterado Gosudárstvenny Komitet po Kinematográfii SSSR), más conocido como Goskinó (en ruso: Госкино), fue el ente estatal encargado de coordinar y organizar la actividad cinematográfica en Unión Soviética.

## Historia
El Goskinó fue creado como organismo independiente durante la década de 1910, en este periodo se ocupaba de producir las películas y de supervisar su realización, en ámbito cinematográfico tenía un poder particularmente fuerte ya que era el órgano que establecía las censuras sobre las películas producidas.
Durante los años veinte el Goskinó ha producido la mayor parte de los trabajos de artistas como Dziga Vértov, Serguéi Eisenstein y Oleksandr Dovzenko, en estos años el Goskinó tenía una particular atención para todas las obras de propaganda.
En 1953, fue absorbido por el ministerio de cultura para luego convertirse de nuevo en un organismo independiente diez años después en 1963.
En 1992, con la disolución de la Unión Soviética, el Goskinó cambia nombre y pasa a llamarse Roskomkinó. Pocos años después del nombre viene nuevamente cambiado en Roskinó.